# Hypocophus minusculus
Hypocophus minusculus is een rechtvleugelig insect uit de familie Anostostomatidae. De wetenschappelijke naam van deze soort is voor het eerst geldig gepubliceerd in 1958 door Lucien Chopard.